# Googoosh
Googoosh, właśc. Faegheh Atashin (ur. 5 maja 1950 w Teheranie) – irańska piosenkarka i aktorka. Jest jedną z najbardziej znanych i rozpoznawalnych irańskich piosenkarek, choć również zrobiła karierę jako aktorka, występując w wielu irańskich produkcjach od lat 50. do lat 70. XX wieku. Szczyt jej popularności przypada na końcowe lata 70., jednakże po rewolucji w Iranie w 1979 zaprzestała jakiejkolwiek działalności artystycznej z powodu zakazu występów dla kobiet. Do 2000 mieszkała w Iranie, następnie na emigracji powróciła na scenę i z powodzeniem koncertuje na całym świecie.

## Dyskografia
Albumy studyjne
- 1970: Do Panjareh (Dwa Okna)
- 1971: Mordâb (Bagno)
- 1972: Kuh (Góra)
- 1974: Do Mâhi (Dwie ryby)
- 1974: Hamsafar (Współpodróżnik)
- 1975: Pol (Most)
- 1975: Mosabbeb
- 1977: Dar Emtedâde Shab (Przez noc)
- 1978: Ageh Bemuni (Jeśli zostaniesz)
- Nimeh Gomshodeh Man ("Moja stracona połowa", rok nieznany)
- Behtarin Fasl-e-Tâzeh ("Najlepszy świeży sezon", rok nieznany)
- Jâddeh (Droga)
- Kavir (Pustynia)
- Yâdam Basheh, Yâdet Basheh (Shenasnameyeh 1)
- Setâreh (Gwiazda)
- Man O Gonjeshkâyeh Khuneh (Ja i Wróble Domu)
- Lahzeh Bidâri (Moment przebudzenia)

Albumy wydane po powrocie na scenę
- 2000: Zartosht (Zaratusztra)
- 2004: Akharin Khabar (Najnowsze wiadomości)
- 2006: Mânifest (Manifest)
- 2008: Shab-e Sepid (Biała noc)
- 2010: Hajm-e Sabz (Zielony rozmiar)
- 2012: E'jaz (Cud)
- 2015: Aks-e Khosusi (Prywatny obraz)

## Filmografia

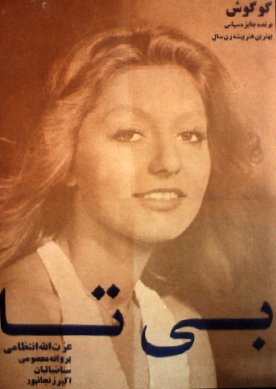
Plakat nagrodzonego filmu z 1972 z udziałem Googoosh - Bita

| Rok  | Perski tytuł                                    | Polski tytuł              |
| ---- | ----------------------------------------------- | ------------------------- |
| 1960 | Fereshte-ye färari (فرشتۀ فراری)                | Uciekający Anioł          |
| 1960 | Bim vä omid / Bim o omid (بیم و امید)           | Strach i nadzieja         |
| 1963 | Pärtghah-e mäkhuf (پرتگاه مخوف)                 | Klif Strachu              |
| 1965 | Sheytun-e Bäla (شیطون بلا)                      | Piękny diabeł             |
| 1966 | Gedayan-e Tehran (گدايان تهران)                 | Żebracy Teheranu          |
| 1966 | Fil vä Fenjan / Fil o fenjan (فيل و فنجان)      | Duży i Mały               |
| 1966 | Hoseyn-e Kord (حسين كرد)                        | Husajn Kurd               |
| 1967 | Chähar Khahär (چهار خواهر)                      | Cztery Siostry            |
| 1967 | Därvazeh-e täqdir (دروازه تقدير)                | Brama losu                |
| 1967 | Gänj o ränj (گنج و رنج)                         | Skarb i trud              |
| 1967 | Där jostouju-ye täbähkaran (در جستجوی تبهكاران) | W poszukiwaniu złoczyńców |
| 1968 | Se divane (سه ‌دیوانه)                           | Trzech Kretynów           |
| 1968 | Shäb-e fereşhtegan (شب فرشتگان)                 | Noc Aniołów               |
| 1968 | Setare-ye häft aseman (ستاره هفت آسـمان)        | Gwiazda Siedmiu Niebios   |
| 1969 | Gonah-e zibayi (گناه زيبايی)                    | Grzech piękna             |
| 1970 | Tolu (طلوع)                                     | Wschód słońca             |
| 1970 | Jänjal-e ärusi (جنجال عروسی)                    | Bijatyka na weselu        |
| 1970 | Pänjere (پنجره)                                 | Okno                      |
| 1971 | Ehsas-e daq (احساس داغ)                         | Gorące uczucie            |
| 1971 | Asemun-e bi setare (آسـمون بی ستاره)            | Bezgwiezdne niebo         |
| 1971 | Qesas (قصاص)                                    | Odwet                     |
| 1972 | Bita (بیتا)                                     | -                         |
| 1973 | Khiyalat-i (خیالاتی)                            | Wyobrażenia               |
| 1975 | Hämsäfär (هـمسفر)                               | Kompan podróży            |
| 1975 | Nazänin (نازنین)                                | -                         |
| 1975 | Mämäl-e Amrikayi (مـَمَل آمریکایی)                | Amerykański ssak          |
| 1975 | Shäb-e qhäriban (شب غریبان)                     | Nostaligczna noc          |
| 1976 | Mah-e äsäl (ماه عسل)                            | Miesiąc miodowy           |
| 1977 | Där emtedad-e shäb (در امتداد شب)               | Przez noc                 |
| 1979 | Emshäb äshki mirizäd (امشب اشکی می ریزد)        | Tej nocy ktoś płacze      |